# Cynthiana (Indiana)
Cynthiana é uma cidade  localizada no estado americano de Indiana, no Condado de Posey.

## Demografia
Segundo o censo americano de 2000, a sua população era de 693 habitantes.
Em 2006, foi estimada uma população de 665, um decréscimo de 28 (-4.0%).

## Geografia
De acordo com o United States Census Bureau tem uma área de
1,0 km², dos quais 1,0 km² cobertos por terra e 0,0 km² cobertos por água. Cynthiana localiza-se a aproximadamente 144 m acima do nível do mar.

## Localidades na vizinhança
O diagrama seguinte representa as localidades num raio de 16 km ao redor de Cynthiana.